# Einsiedler Brauhaus

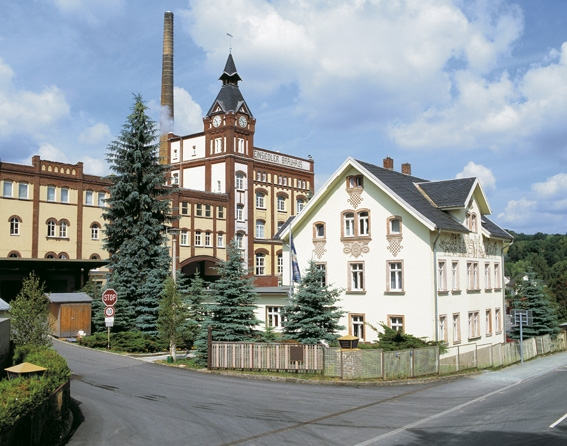
Einsiedler Brauhaus

Die Einsiedler Brauhaus GmbH ist eine Bierbrauerei in Chemnitz-Einsiedel in Südwestsachsen.

## Geschichte

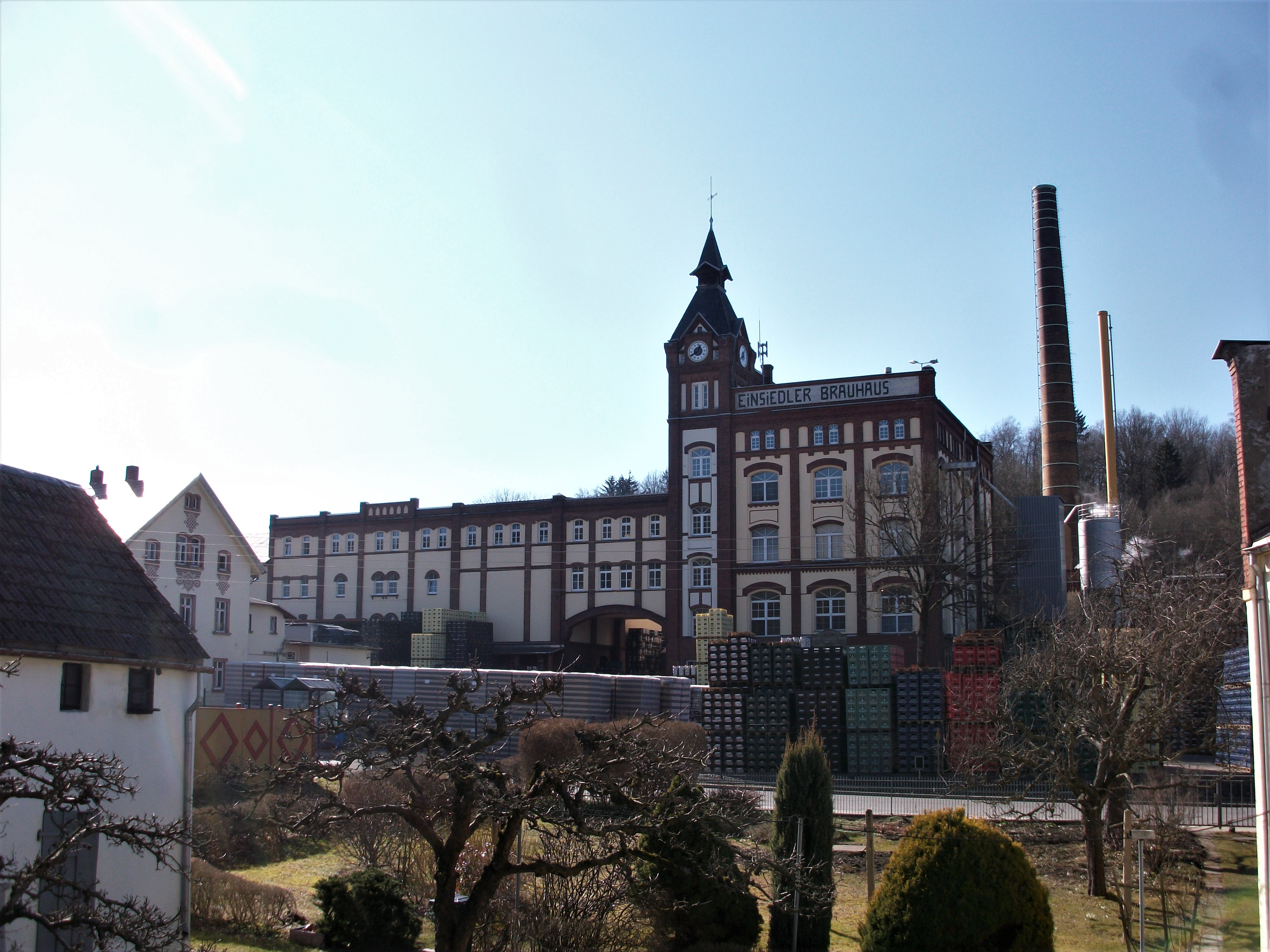
Einsiedler Brauhaus, Sudhaus

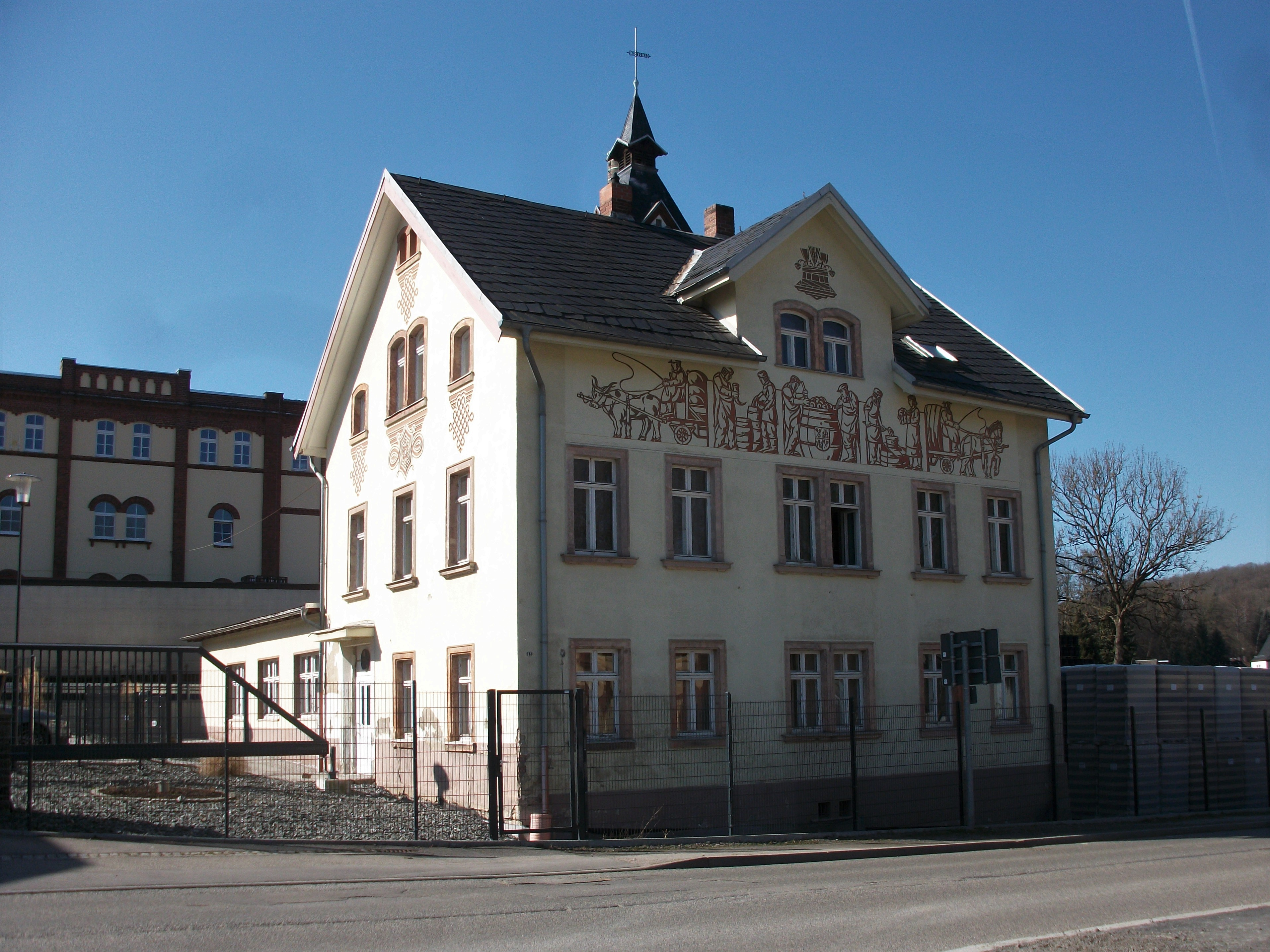
Einsiedler Brauhaus, Verwaltungsgebäude

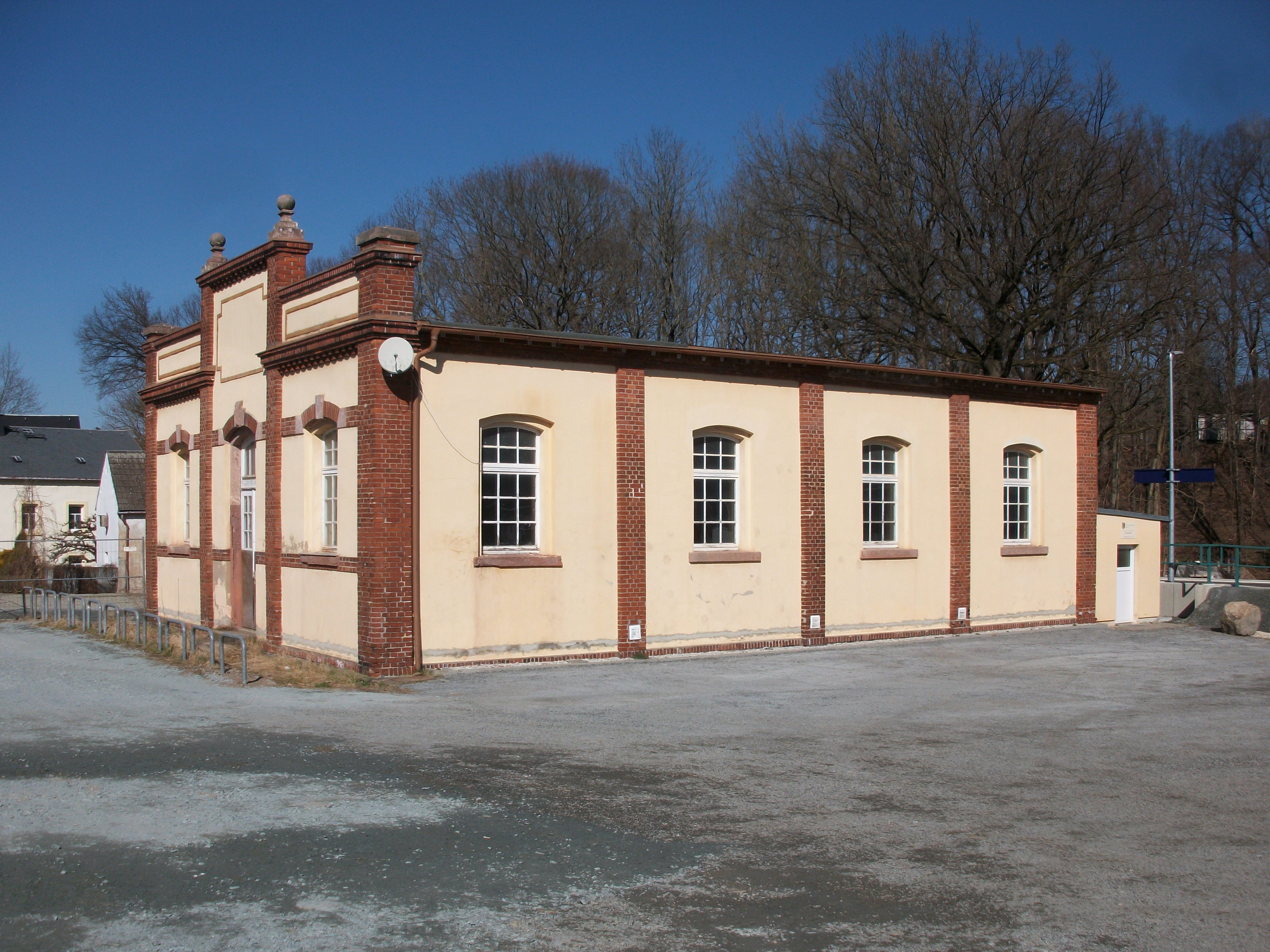
Einsiedler Brauhaus, Turnhalle

Das Einsiedler Brauhaus wurde am 29. August 1885 durch den Maschinenbau-Unternehmer Emil Schwalbe als Privatbrauerei im (1997 eingemeindeten) Dorf Einsiedel gegründet. Im Mai 1904 wurde sie zur Einsiedler Brauhaus AG umgewandelt. Diese wurde 1921 übernommen von der Radeberger Export-Bierbrauerei AG, die die Einsiedler Brauerei ab 1925 als Zweigniederlassung betrieb. 1937 wurde die Brauerei von der Familie Winterling aus Bayern übernommen. Nach dem Zweiten Weltkrieg stand die Brauerei unter Zwangsverwaltung. Bis 1961 halbstaatlich wurde sie 1972 enteignet. Nun war sie Betriebsteil des VEB Vereinigte Brauereien Karl-Marx-Stadt (später VEB Braustolz).
Seit 1990 wird die Brauerei als GmbH betrieben. Nach dem Ausscheiden des ab 1998 Mit-, seit 2009 Alleingeschäftsführers und -eigentümers Rechtsanwalt Oermann ist nun ein 15-jähriger Jugendlicher Alleineigentümer (Stand Juli 2023).
Im denkmalgeschützten Brauhaus wurde ein Brauereimuseum eingerichtet.

## Sorten
Die Brauerei bietet Bier- und Brausesorten an:
- Einsiedler Landbier
- Einsiedler hell
- Einsiedler Zwickelbier
- Einsiedler Schwarzbier
- Einsiedler Weißbier
- Einsiedler Pilsener
- „Das Pils der Chemnitzer“
- Echt Einsiedler Böhmisch
- Einsiedler Bock hell
- Einsiedler Doppelbock
- Einsiedler Classic Porter
- Einsiedler Cherry Porter
- Einsiedler Maibock Zwickel (Saison)
- Einsiedler Winterbock Zwickel (Saison)
- Einsiedler Fassbrause Himbeere
- Einsiedler Fassbrause Waldmeister

Außerdem stellt sie unter Handelsmarken Biere für Discounter her.
Das Produktionsvolumen beträgt zirka 250.000 Hektoliter bei einer Kapazität von etwa 400.000 Hektoliter.

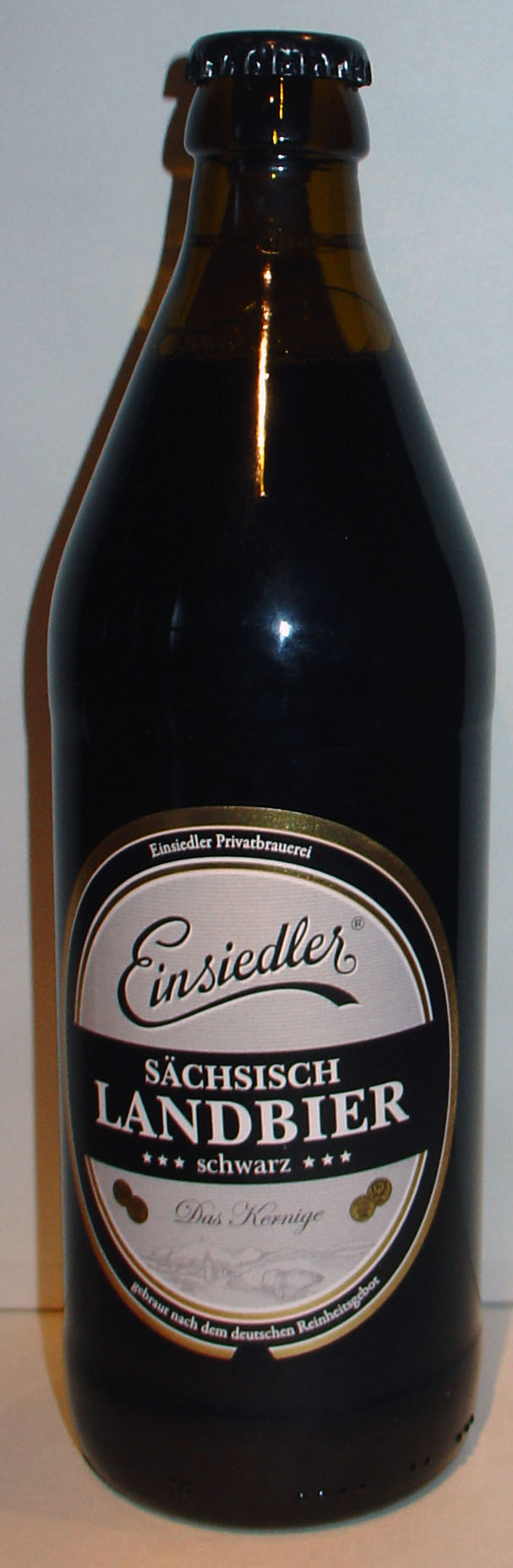
Sächsisch Landbier schwarz, 2011
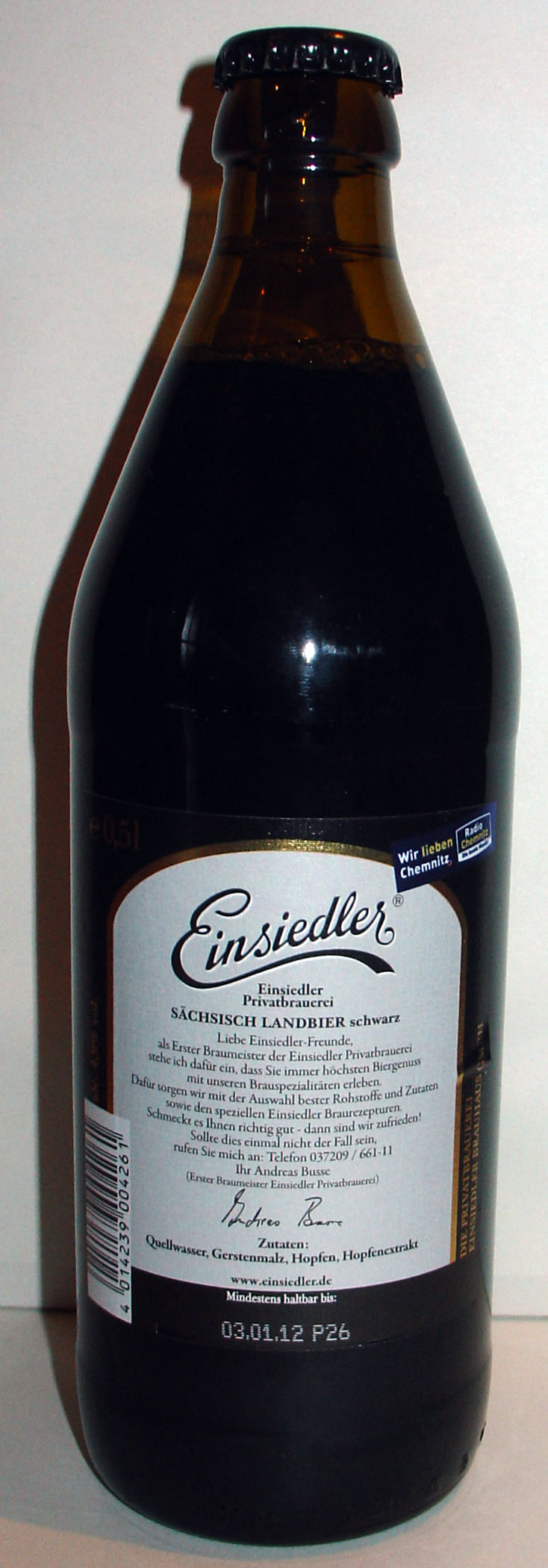
Sächsisch Landbier schwarz, Flaschenrückseite, 2011
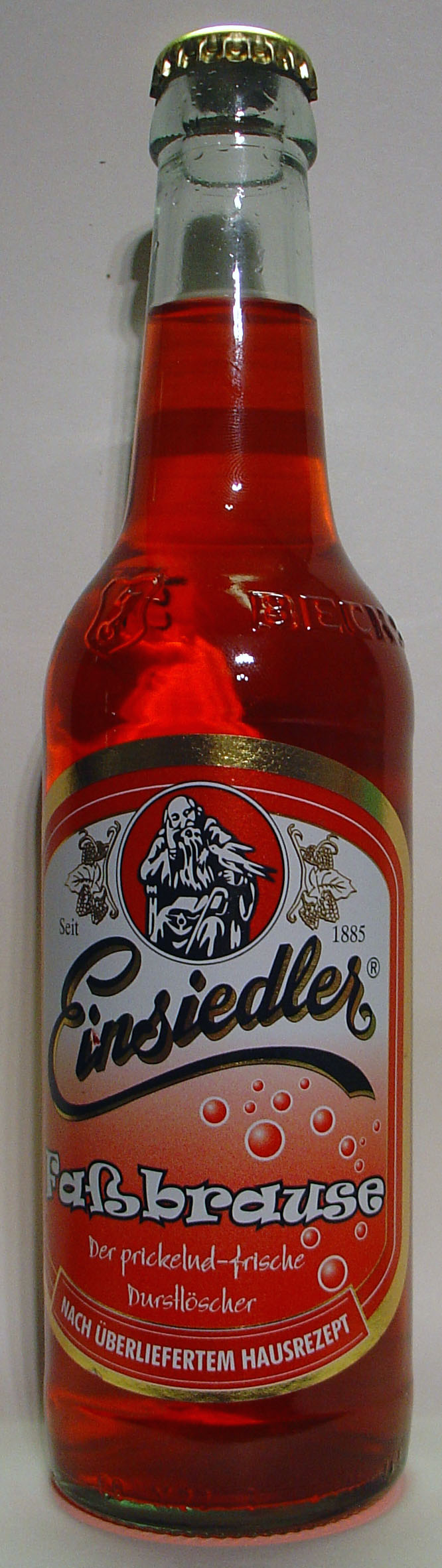
Himbeer-Faßbrause

## Sponsor
Die Brauerei unterstützt:
- 1. FC Lokomotive Leipzig
- Boxclub Chemnitz 94

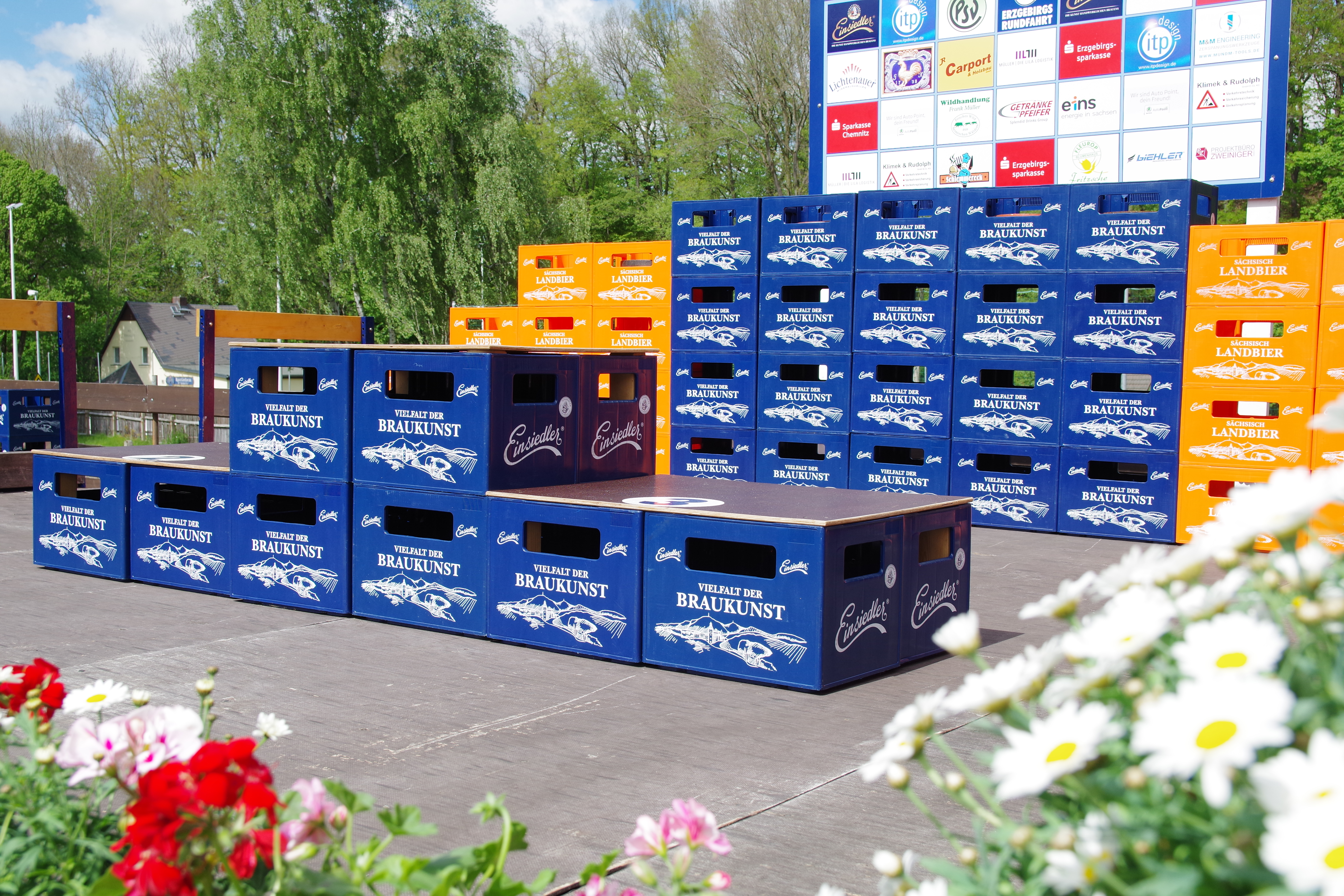
Siegertreppchen der 40. Erzgebirgsrundfahrt aus Einsiedler Bierkisten

- Ring- u. Stemmklub Jugendkraft 1898 Gelenau
- Viktoria 03 Einsiedel
- Einsiedler Ski Verein
- Musikverein Meinersdorf
- Freiwillige Feuerwehr Einsiedel
- Verein Berbisdorf

Neben dem Sponsoring verschiedener Sportvereine veranstaltet das Einsiedler Brauhaus jährlich ein Radrennen durchs Erzgebirge, die Erzgebirgsrundfahrt.

## Sonstiges
Die Brauerei ist Mitglied im Brauring, einer Kooperationsgesellschaft privater Brauereien aus Deutschland, Österreich und der Schweiz.